# Resolució 537 del Consell de Seguretat de les Nacions Unides
La Resolució 537 del Consell de Seguretat de les Nacions Unides, aprovada el 22 de setembre de 1983 després d'examinar l'aplicació de Saint Christopher i Nevis per a ser membre de les Nacions Unides, el Consell va recomanar a l'Assemblea general que Saint Christopher i Nevis fos admesa.